# كونت دامين دو مارتيل
الكونت دامين دو مارتيل (بالفرنسية:	Comte Damien de Martel)، سياسي ودبلوماسي فرنسي، ولد في العام 1878 وتوفي في العام 1940. شغل منصب وزير مفوض في الصين ولاتفيا، كما وعيّن كسادس مفوض سامي فرنسي على سوريا ولبنان وذلك بدءاً من يوليو 1933	وحتى يناير 1939، كان يتمتّع بروحانية وقدرة على تحقيق انجازات كبيرة، بغض النظر عن طبعه التهكمي الفكاهي.

## في السلك الدبلوماسي الفرنسي
ابتدأ حياته العملية كقائم بالأعمال الفرنسي في بكين وذلك عام 1908، وشهد على ثورة العام 1911 وسقوط الحكم الإمبروطوري في بكين.

في عام 1921 تم تكليفه من قبل الحكومة الفرنسية كرئيس لأول بعثة جديدة في لاتفيا (لتوانيا)، وهي الدولة التي اكتسبت استقلالها الأول في عام 1922.
في العام 1933 عُيّن مفوضا ساميا على سوريا ولبنان، ووقّع اتفاقيتين مع كلا البلدين أعطت فرنسا امتيازات فيهما.

غادر منصبه في أكتوبر 1939، وعاد إلى فرنسا حيث توفي في العام التالي.

## في لبنان
في مطلع العام 1934 أعاد العمل جزئياً بالدستور المعطل منذ العام 1932، وعيّن حبيب باشا السعد رئيساً للجمهورية لمدة سنة واحدة تنتهي في كانون الثاني 1935، ودعا إلى انتخاب هيئة تشريعية جديدة فإنضم إلى النواب سبعة أعضاء معيّنين. وشكلت على أثر ذلك حكومة من المدراء العامين عرفت ب«مجلس المديرين».
وفي العام 1936 تم التوصل إلى معاهدة بين لبنان وفرنسا، وُقّعت من دو مارتيل ومن البرلمان اللبناني ومن رئاسة الجمهورية اللبنانية.
وفي يوم 4 كانون الثاني (يناير) من العام 1937 أصدر قراراً أعاد فيه للبلاد حياتها الدستورية، وكلّف خير الدين الأحدب تأليف وزارة دستورية ضمته إلى إبراهيم حيدر، خليل أبي اللمع وحبيب أبو شهلا. ونال بيانها الوزاري ثقة 13 صوتاً ومعارضة 12 صوتاً. وتألفت بذلك معارضة داخل المجلس برئاسة بشارة الخوري تحوّلت إلى كتلة حزبية باسم الكتلة الدستورية، ثم شكل الأحدب حكومة ثانية يوم 14 آذار (مارس) ضمته إلى أحمد الحسيني، ميشال زكور وحبيب أبو شهلا، وثالثة يوم 10 تموز (يوليو) مع أحمد الحسيني، خليل أبي اللمع، جورج تابت وحبيب أبو شهلا، وأصدر دو مارتيل قراراً يوم 6 تشرين الأول (أكتوبر) من العام 1937 قضى بجعل مدة الرئاسة ست سنوات لا يجوز تجديدها، وقراراً آخر رفع فيه عدد النواب إلى 63 منهم 42 منتخبون من الشعب و21 معينون من السلطات.
في عهده أصدر قرارا بالسماح بالزواج المدني في لبنان، وما زالت تفاعلاته تتردد حتى يومنا هذا، وهو القرار الصادر عام 1936 بناء على طلب تقدمت به أميرة لبنانية بطلب يسمح لها بالزواج المدني من شخص فرنسي، ويحمل القرار رقم 60 L.R والذي يعترف بالزواج المدني المنعقد خارج لبنان إذا احتفل به وفقاً للأصول المتبعة في البلد الذي يجري فيه العقد. وقد راعى خصوصية الطوائف الدينية في لبنان وسوريا ولم يقرّ في إمكانية عقد زواج مدني في لبنان.
على أثر ذلك اعترضت الطوائف الإسلامية على هذا القرار وسارت التظاهرات في بيروت ودمشق، ونتيجة الضغوط المتزايدة أصدر دو مارتيل القرار 53 L.R سنة 1939 استثنى بموجبه الطوائف الإسلامية من الخضوع لأحكام القرار 60 L.R
كذلك أصدر قرارا بتاريخ 13 آذار 1936 اعترف بموجبه بالطوائف التاريخية الموجودة في لبنان وعددها سبع عشرة: إحدى عشرة مسيحية، وخمس محمدية والطائفة الإسرائيلية.
اشتهر بخلافه مع البطريرك أنطون عريضة بسبب امتياز الريجي. وقد ساهم في إنشاء صناعة الترابة في لبنان من بشري.

## في سوريا
أقام حواراً مع الكتلة الوطنية في سوريا وأُطلق عليه في جوامع دمشق لقب حبيب الله. ففي 21 ديسمبر 1935 أعلنت الكتلة الوطنية «الميثاق الوطني»، وبدأت في أعقابه الإضرابات والاضطرابات الأمنية الدامية، ووصلت الأمور إلى حد الإضراب الشامل في دمشق ومدن أخرى دام ستين يوماً، وأمام الضغط الداخلي والخارجي التقى دي مارتيل بهاشم الأتاسي رئيس الكتلة الوطنية، واتفق معه على تشكيل حكومة جديدة وتشكيل وفد سوري يقوم بالسفر إلى فرنسا للتفاوض حول معاهدة جديدة تضمن حقوق السوريين، فتشكلت حكومة برئاسة عطا الأيوبي في 23 فبراير 1936 وفي 21 مارس غادر وفد الكتلة الوطنية إلى فرنسا برئاسة الأتاسي واستمرت المفاوضات ستة أشهر حتى سبتمبر، حين أعلن عن الاتفاق بين الوفد والحكومة الفرنسية في 9 سبتمبر ونشرت نصوص مسودة الاتفاق في 22 أكتوبر على أن توقع قبل نهاية العام. في مطلع أكتوبر عاد الوفد الوطني من باريس واستقبل استقبالاً شعبيًا حاشدًا شارك فيه المفوض السامي دي مارتيل والذي وصف المعاهدة بأنها «معجزة القرن العشرين».